# Teksty złorzeczące

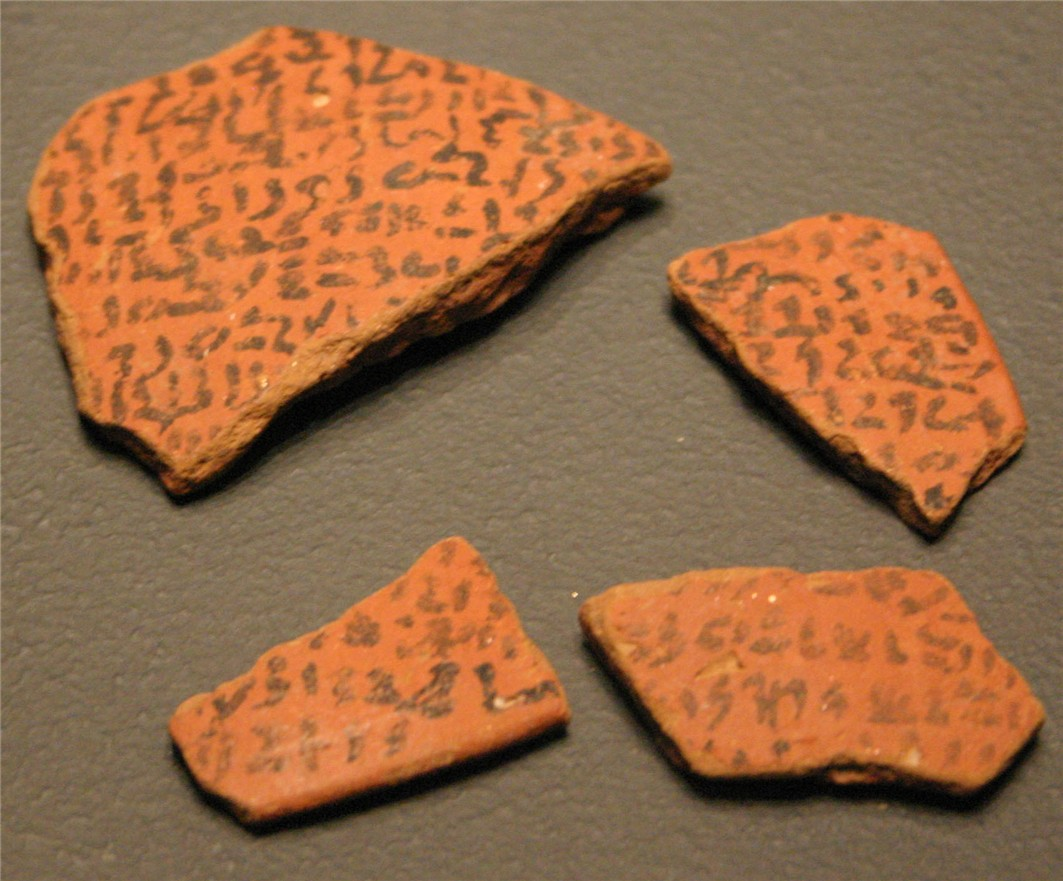
Teksty złorzeczące na glinianych skorupach

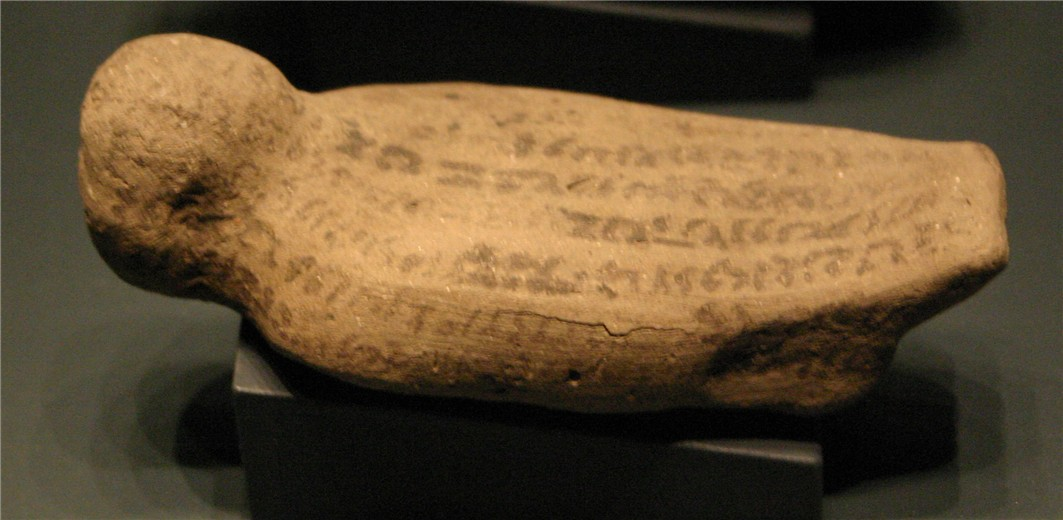
Teksty złorzeczące na glinianej figurce

Teksty złorzeczące – określenie na egipski zbiór dokumentów, pochodzących z XX–XVIII wieku p.n.e., tj. z okresu Średniego Państwa. Zbiór składa się z glinianych skorup i figurek, na których widnieją imiona panujących, nazwy miejscowości i ludów oraz klątwy, które rzucono na te podmioty. Według wierzeń, jeśli taki przedmiot z inskrypcją zbić i zakopać, to odpowiednio wróg faraona, wymieniony na nim, doświadczy przypisanego doń nieszczęścia.

## Historia badań
Po raz pierwszy na teksty złorzeczące natknęli się niemieccy egiptolodzy Kurt Sethe i Heinrich Schäfer w 1925 roku podczas podróży do Luksoru w jednym z antykwariatów. Skrzynka z zapisanymi pismem hieratycznym skorupami została przewieziona do zbadania do muzeum berlińskiego. Łączna ilość skorup wynosiła 251, z czego 217, zapisanych czarnym atramentem, stanowiło części niegdysiejszych szerokich sferycznych waz. Rok później Sethe opublikował wyniki swoich badań, dając początek jednemu z odgałęzień egiptologii, zajmującym się badaniem egipskich tekstów złorzeczących. W 1934 roku do muzeum w Kairze trafiły schematyczne figurki ludzi pokryte inskrypcjami, a w 1938 roku muzeum paryskie zakupiło podobne eksponaty dla Królewskiego Muzeum Sztuk Pięknych w Brukseli. Badający paryskie figurki egiptolog Georges Posener ustalił ich powiązanie ze skorupkami berlińskimi i określił ich datę powstania na okres panowania XII dynastii w Egipcie, tj. XX–XVIII wiek p.n.e. Na początku lat sześćdziesiątych XX wieku w północnym Sudanie na wysokości drugiej katarakty w pobliżu Mirgissy, gdzie ekspedycja francuska pod kierownictwem Jeana Vercouttera prowadziła badania archeologiczne nad twierdzą z okresu Średniego Państwa, odkryto celowo zakopane kolejne trzy figurki i ponad trzy tysiące skorup. Zbadanie tej partii zabytków ruchomych pozwoliło naukowcom naświetlić rytuał nałożenia klątwy w starożytnym Egipcie.

## Analiza
Chronologicznie teksty złorzeczące dzielą się na podzbiór z XX–XIX wieku p.n.e. i pierwszej połowy XVIII wieku p.n.e. Gliniane przedmioty z pierwszej grupy to zakopane w świętym miejscu skorupy naczyń z imionami ponad trzydziestu władców i około dwudziestu nazw geograficznych, ulokowanych w Palestynie i Syrii. Są to między innymi Achszaf, Afek, Ako, Aszkelon, Bet-Szean, Jerozolima, Miszeal, Tyr i in. Przedmioty z młodszej grupy to gliniane figurki klęczących więźniów ze skrępowanymi z tyłu rękoma. Inskrypcje na figurkach zawierają nazwy sześćdziesięciu czterech miejscowości znanych m.in. ze Starego Testamentu.
Teksty złorzeczące stanowią jedno z najważniejszych źródeł pisanych do badań nad geograficznym nazewnictwem Kanaanu.